# Thomas Jarmoc
Thomas Jarmoc (* 19. April 1987 in Calgary) ist ein kanadischer Volleyballspieler.

## Karriere
Jarmoc begann im Jahr 2000 seine Volleyball-Karriere. Zunächst spielte der Außenangreifer, der neben der kanadischen auch die polnische Staatsbürgerschaft besitzt, an der University of Alberta. Dort gewann er zweimal die Universitätsmeisterschaft. 2010 ging er nach Griechenland und war eine Saison lang bei AOK Athen aktiv. Anschließend verpflichtete der deutsche Meister VfB Friedrichshafen den Kanadier. Mit dem VfB gewann Jarmoc 2012 den DVV-Pokal. Anschließend spielte Jarmoc in Belgien bei VC Euphony Asse-Lennik  und in Polen bei Jastrzębski Węgiel.